# チョングラード・チャナード県
チョングラード・チャナード県（Csongrád-Csanád (ハンガリー語: Csongrád-Csanád vármegye [ˈt͡ʃoŋɡraːd ˈt͡ʃɒnaːd])）は、ハンガリーの県。県都はセゲド。人口は約42万7千人。
ハンガリーの最南部に位置する県。ルーマニア、セルビアと国境を接している。国内ではヤース・ナチクン・ソルノク県、ベーケーシュ県、バーチ・キシュクン県と境を接している。平野が広がっており、県内の最高海抜は125メートルである。農業地域であり、とりわけ同県で生産されるパプリカは各地に輸出されている。セゲド以外の都市としては、ホードメゼーヴァーシャールヘイなどが挙げられる。

## ギャラリー

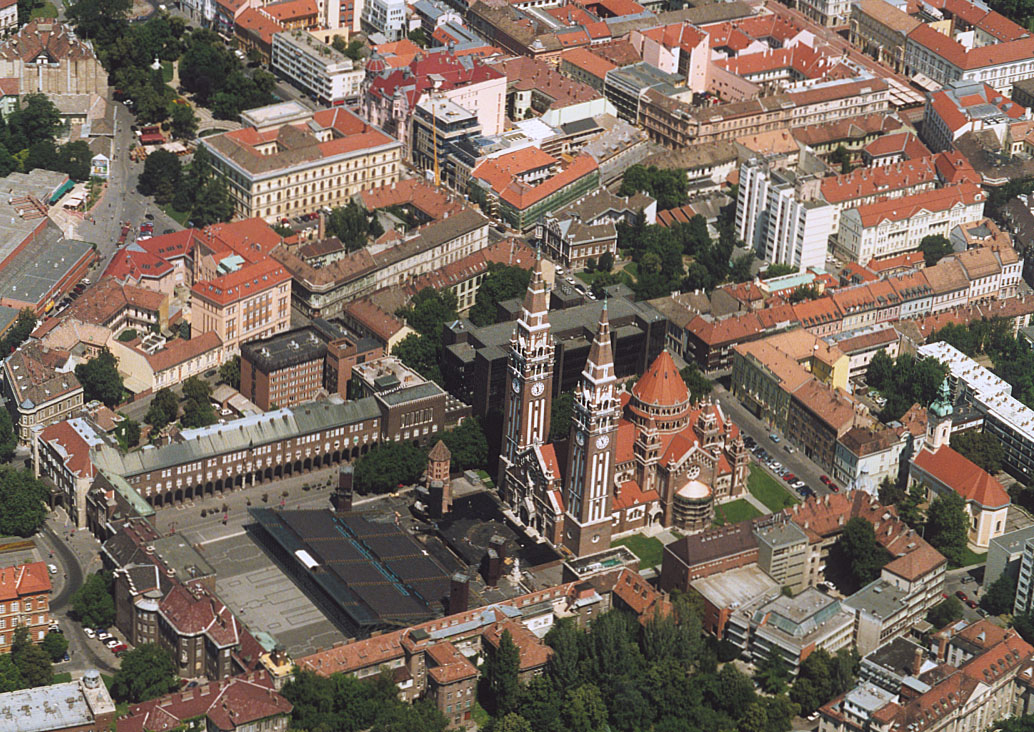
セゲドの市街風景
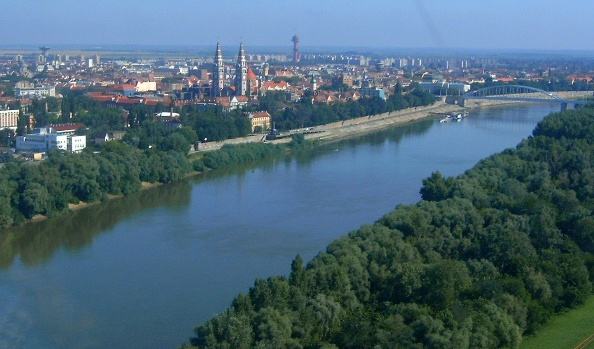
ティサ川
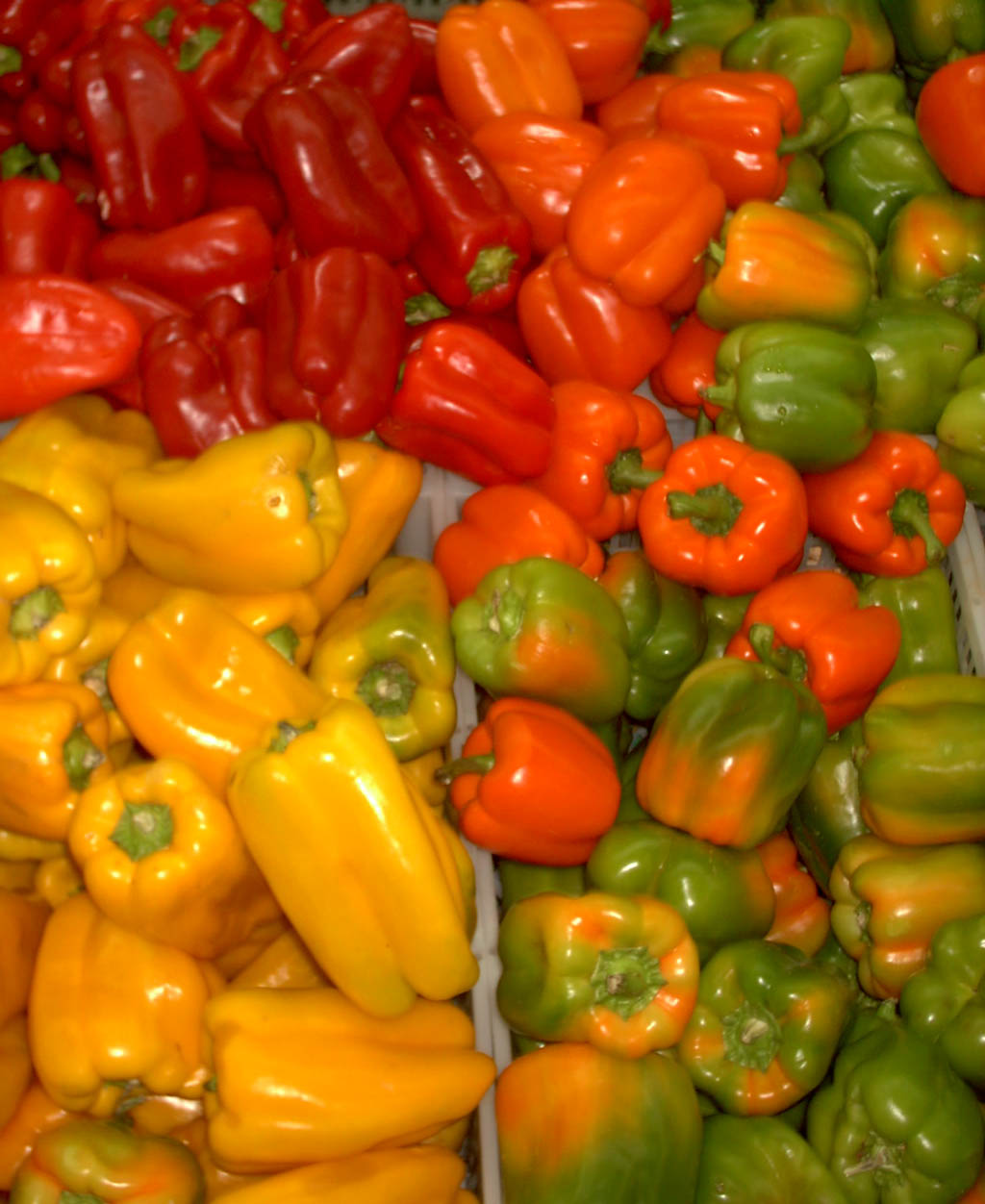
特産品のパプリカ